# Fritz the Cat
Fritz the Cat (original Fritz the Cat) är en amerikansk tecknad serie skapad 1965 av undergroundserieskaparen Robert Crumb. Serien hette ursprungligen Fred the Cat, och Crumb hade sin egen katt Fred som förebild under seriens barndom.

## Handling och historia
Seriens titelfigur är en självisk, okontrollerad och sexuellt utlevande latmask.
Serien blev 1972 en film med samma namn, i regi av animatören Ralph Bakshi. Crumb ogillade dock filmen och tog bort sitt namn från filmens förtexter.
1974 kom The Nine Lives of Fritz the Cat i regi av Robert Taylor.